# Georg Krauß (Politiker)
Georg Krauß (* 23. August 1915 in Langenzenn; † 1. Juni 1973 ebenda) war ein deutscher Unternehmer und Politiker der CSU.

## Leben
Nach dem Besuch der Oberrealschule in Fürth trat Krauß zum 1. Dezember 1934 der NSDAP bei (Mitgliedsnummer 3.053.062). Er nahm ein Studium am Ohm-Polytechnikum Nürnberg auf, das er mit dem Ingenieur-Examen abschloss. Im Anschluss war er als Bauingenieur tätig. Im Zweiten Weltkrieg diente er als Soldat bei der Kriegsmarine. Zuletzt geriet er in Kriegsgefangenschaft. Nach seiner Rückkehr arbeitete er im väterlichen Baugeschäft, das er in den folgenden Jahren erweiterte.
Krauß trat in die CSU ein und wurde zum Vorsitzenden des CSU-Kreisverbandes Fürth gewählt. Er war Stadtrat in Langenzenn und Mitglied im Kreistag des Landkreises Fürth. Ab November 1958 war er Mitglied des Bezirkstags Mittelfranken mit Sitz in Ansbach. Von November 1962 bis zu seiner Mandatsniederlegung am 16. September 1970 gehörte er als Abgeordneter dem Bayerischen Landtag an. Für ihn rückte Hans Bauerreiß ins Parlament nach.